# کلر ویسین
کلر ویسین (انگلیسی: Claire Voisin؛ زادهٔ ۴ مارس ۱۹۶۲) یک ریاضی‌دان اهل فرانسه که در زمینه هندسه جبری فعالیت می‌کند.